# The White Eagle
The White Eagle ist ein britisch-polnischer Dokumentarfilm von Eugeniusz Cekalski aus dem Jahr 1942.

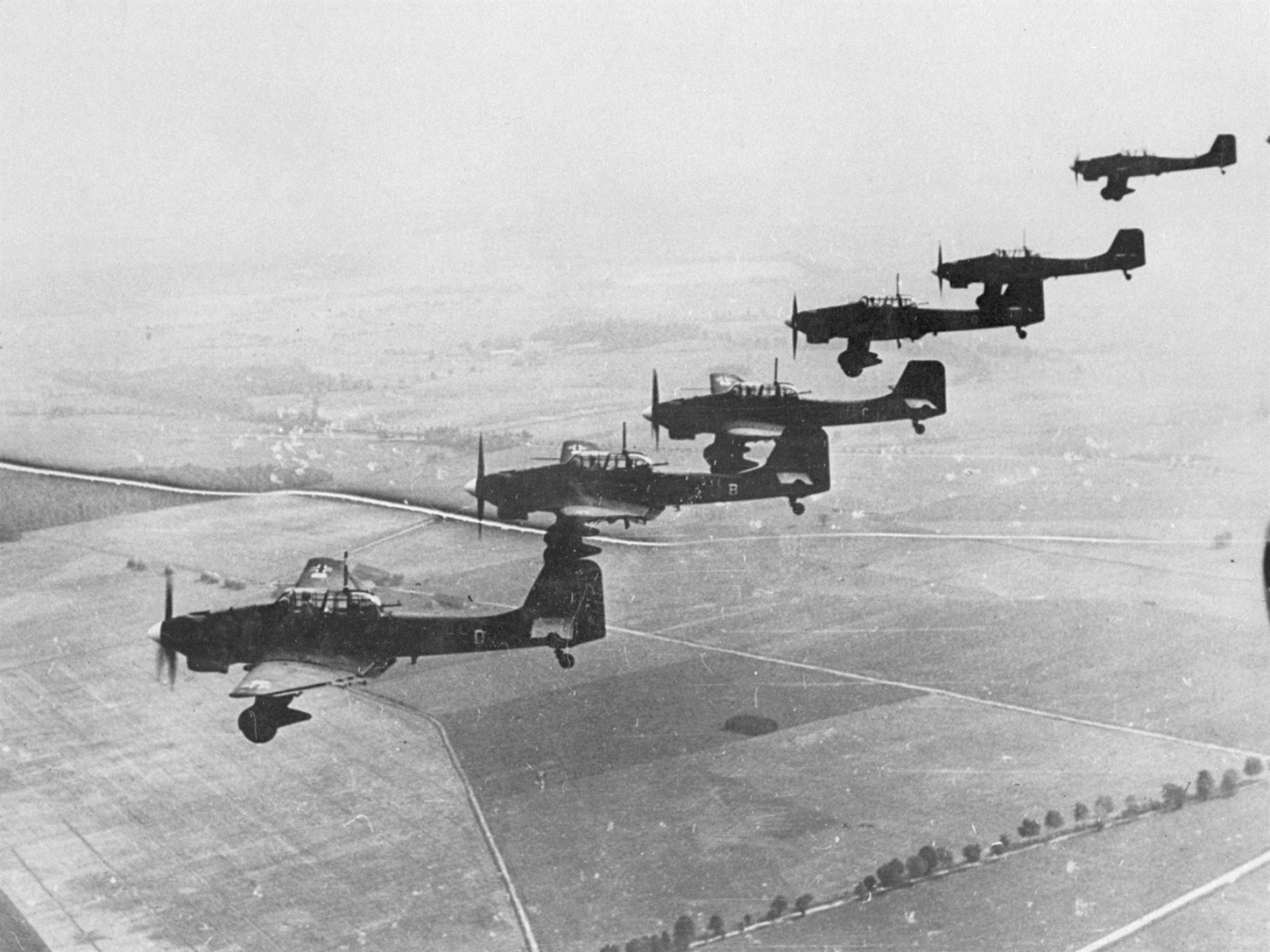
Staffel von Junkers Ju 87 („Stukas“) über Polen

## Inhalt
Der Film erzählt die Geschichte von Polen, die im Vereinigten Königreich Zuflucht gefunden haben. Warschauer Straßenszenen im August 1939 werden Straßenszenen aus London gegenübergestellt. Ein Junge sichtet am Himmel deutsche Flugzeuge. Kurz darauf klingelt er an der Tür der polnischen Botschaft. Der polnische Botschafter hat auf seinem Schreibtisch einen Bündnisvertrag zwischen Polen und Großbritannien liegen. Schnitt: Der polnische Offizier und Ministerpräsident der polnischen Exilregierung Władysław Sikorski und andere Beamte schütteln sich die Hände, um danach am Konferenztisch zu tagen. Der Tagungsraum der polnischen Regierung liegt in Trümmern, Generäle beraten sich vor großen Karten, polnische Militärflugzeuge erheben sich in die Luft. Derweil untersucht ein Arzt im polnischen Ärztezentrum Menschen. Schnitt: Der Präsident der polnischen Exilregierung Władysław Raczkiewicz trifft König Haakon VII. von Norwegen. Etwas später sieht man von polnischen Künstlern gefertigte Skizzen, so auch eine Karikatur von Winston Churchill.
Big Ben ist zu sehen und kurz darauf der Palace of Westminster. Frauen halten sich in einer polnischen Bibliothek auf, während anderswo deutsche Flugzeuge von einem französischen Flugplatz abheben. Während die Luftschutzsirene erklingt, sieht man Flugzeuge am Himmel. Schnitt: Menschen arbeiten in einem Filmschneideraum, in den Regalen liegen große Filmdosen. Aus der Ferne hört man Explosionen, Angst macht sich breit, dass die St Paul’s Cathedral getroffen werden könnte. Ein polnischer Junge, der bereits im Bett liegt, zählt die Bombenexplosionen mit, während schon viele Häuser in Brand stehen und die Feuerwehren den riesigen Flammen wenig entgegenzusetzen haben. Schnitt: Große Maschinen tauchen auf, die Zeitungen drucken. Dann erneut ein Luftangriff, alles läuft durcheinander, die Straßen sind mit Trümmern übersät. Es werden polnische Jungen gezeigt, eine polnische Buchhandlung, polnische Zeitungen, polnische Soldaten in Schottland. Dann sieht man wie ein junger Soldat, der sein Bein in Narvik verloren hat, eine Auszeichnung erhält. Soldaten posieren für die Kamera, während anderswo Menschen sich im Rhythmus des polnischen Volkstanzes Mazurka bewegen. Dann tauchen erneut Flugzeuge am Himmel auf und König George VI. und seine Frau Queen Elizabeth sind zu sehen, wie sie ein polnisches Armeelager in Schottland inspizieren und sich anschließend mit Soldaten unterhalten. Schnitt: Nachdem ein Schiff mit polnischen Seeleuten an Bord gezeigt worden ist, erfolgen weitere Ansichten von Marineschiffen, die mit Bomben beladen sind, kurz darauf wird auf Flugzeuge gefeuert. Ein getroffenes Flugzeug fällt im Sturzflug ins Wasser, Wellen schlagen meterhoch. Anderentags inspizieren der polnische Präsident Raczkiewicz und US-Botschafter Biddle polnische U-Boote, Bilder von weiteren Kriegshandlungen, Luftaufnahmen von Flugzeugen und dröhnenden Motoren. Auch Schüler der neu eröffneten Medizinischen Schule in Edinburgh werden während eines medizinischen Experiments mit Ratten gezeigt.
Menschen verschiedener Nationalität besuchen die polnische Kirche in London, singen zusammen und versinken dann im Gebet. Priester halten Kerzen in den Händen. Dann schwenkt das Bild um auf Wolken am Himmel und Schüsse hallen durch die polnische Landschaft. Dann wieder Idylle, ein Fluss, auf dem Enten schwimmen, ein Landbauernhof und zurück geht es in die Stadt. Eine lesende Frau schaut auf die Uhr, greift zu Kopfhörern und dann ertönt auch schon der Ruf: „London Calling“ und eine Stimme vermeldet: „Der Tag wird kommen, der Tag an dem die gute Nachricht der Befreiung verkündet werden kann.“ Dessen ungeachtet laden Soldaten Bomben auf Flugzeuge. Auf den für Berlin bestimmten Bomben ist zu lesen Oko Za Oko – Auge um Auge … Piloten schauen auf eine weitausladende Karte. Rauch steigt zum Himmel und die Flugzeuge heben ab. Menschen kleben an ihren Kopfhörern, um keine wichtige Nachricht zu verpassen. Währenddessen laufen polnische Kinder durch Londons Straßen, vorbei an zerstörten Gebäuden – und im Kontrast dazu blickt man auf die Zweige eines reichblühenden Apfelbaums.

## Hintergrund
The White Eagle ist ein von Derrick de Marney produzierter und von Eugene Cekalski inszenierter Kurzfilm. Erzählt wird das Geschehen von Leslie Howard. Derrick De Marney gründete zusammen mit seinem Bruder Terence die Concanen Film Production. Alfred Concanen, beider Großvater, hatte sich einen Namen als viktorianischer Lithograph gemacht. Er produzierte mehrere Kriegsdokumentationen, darunter auch diese.
An der Produktion beteiligt waren: Derrick De Marney Productions / Biuro Filmowe Ministerstwa Informacji i Dokumentacji RP w Londynie. Recording Direktor: A. W. Watkins.

## Auszeichnung
Der von Concanen herausgebrachte Film war auf der Oscarverleihung 1943 für einen Oscar in der Kategorie „Bester Dokumentarfilm“ nominiert, musste den Vortritt jedoch den Produktionen Schlacht um Midway, Kokoda Front Line!, Moscow Strikes Back und Vorspiel zum Krieg überlassen.